# Église Saint-Jean (Dijon)
De Église Saint-Jean is een laatgotisch kerkgebouw in de Franse stad Dijon, gelegen aan de rue Danton. De kerk werd gebouwd in de 15e eeuw. De voorgevel wordt gekenmerkt door twee vierkanten torens, die tot 1809 bekroond waren met torenspitsen. De kerk werd ontwijd en herbergt sedert 1974 het theater van Parvis Saint-Jean, een van de twee theaterzalen van het Théâtre Dijon Bourgogne (TDB).
Het kerkgebouw is sinds 1862 een historisch monument.